# Эсперанс (графство)
Эсперанс — графство в штате Западная Австралия, Австралия. Входит в состав региона Голдфилдс-Эсперанс. Административный центр — город Эсперанс. Население — 1224 чел. (по оценке на 2011 год).

## История
Округ был создан в 1895 году. В 1908 году был объединён с округом Роуд. Официально Эсперанс стал графством с 1 июля 1961 года согласно закону о местном самоуправлении. 11 июля 1979 года рядом с городом упали обломки космической станции «Скайлэб».

## Административное деление и власть
Эсперанс относится к избирательному округу Эйр.
Внутри Микатарры выделяется два избирательных округа:
- Городской (англ. Town Ward) — 7 представителей в Совете графства;
- Сельский (англ. Rural Ward) — 4 представителя.

На территории округа расположены следующие населённые пункты и местечки: Эсперанс (пригороды: Бэнди-Крик, Кэслтаун, Чедвик, Нулсен, Пинк-Лейк, Уэст-Бич, Синклер, Виндэбаут), национальный парк Кейп-Эрид, национальный парк Кейп-ле-Гранд, Каскейд, Кондингуп, Кумалбидгуп, Дейлиап, Гибсон, Грасс-Пэтч, Израэлит-Бэй, Неридуп, Сэлмон-Гамс, Скэдден.